# Buraidah
Buraidah (Arabisch: بريدة , Burayda) is een stad in Saoedi-Arabië en is de hoofdplaats van de provincie Al Qasim.
Bij de volkstelling van 2010 telde Buraidah 614.093 inwoners.
Abha · Al-Bahah · Bariq · Buraidah · Dammam · Dhahran · Hail · Jeddah · Jizan · Jubail · Al-Kharj · Khobar · Medina · Mekka · Najran · Riyad · Tabuk · Taif · Unayzah · Yanbu
Saoedi-Arabië · Provincies